# 永谷亜矢子
永谷 亜矢子（ながや あやこ、1972年2月13日 - ）[1]は、日本の実業家。株式会社an代表取締役、立教大学 客員教授、ナイトタイムエコノミー 推進協議会理事。

## 人物
2005年よりファッションイベント『東京ガールズコレクション』(TGC)のチーフプロデューサーに就任し著名となった[2]。『TGC』の運営に第1回から継続して関わり、同イベントの顔的な存在とも言われた[3]。
2012年、『TGC』の運営主体にあたるF1メディアを退社して以後は吉本興業の役員に[4]。吉本興業グループにおいて企業PRや各種イベント番組など国内外のメディア制作を幅広く手掛けた[5]。
2016年、吉本興業を退職後は、株式会社anを設立し民間事業、行政自治体の企画、マーケティング、PRコンサルやメディアやイベントのプロデュース業務を行う傍、2018年より立教大学経営学部客員教授に就任し、現在も教鞭を執る。
2019年よりナイトタイムエコノミー推進協議会理事に就任。

## 来歴
愛知県岡崎市生まれ。岡崎市立大樹寺小学校、岡崎市立岩津中学校、愛知県立岡崎北高等学校卒業。1995年、立教大学文学部卒業。リクルートへ入社。旅行や結婚関係の情報誌の編集業務に従事。さらに住宅情報誌の営業で半年間連続首位の販売成績を記録するなどした。2003年にフリーマガジンの制作および発行を手掛けるエフモードへ転職。

### 『TGC』
ベンチャー企業であったエフモード社でファッションショーの制作を経験したのち、2005年の4月にブランディング社（当時「ゼイヴェル」）へ入社。『東京ガールズコレクション』の発起にあたりプロデューサーに就任した。翌2006年から関連会社「F1メディア」の取締役を兼任し、日経ウーマン主催の2008年度「ウーマン・オブ・ザ・イヤー」で総合2位に入選。さらに2009年から同社の代表取締役社長に就任。[9] 2012年に同社を退いたのち、総合エンターテインメント企業の吉本興業へ入社[4]。

### 『TGC』後
吉本興業の役員としてPR部門を統括。同社では、メディアやイベントのプロデュース、社内外案件のプロモーション、海外事業や行政事業を手掛け、2016年に退職[4]。
2012年、台湾において、『SUPER GIRLS FESTA 最強美少女盛典』をプロデューし、現地テレビ局「民視」にて「流行新勢力」の番組プロデューサーを担当[12]。2015年には「SUPER GIRLS EXPO」にて日台カルチャーの融合イベントを開催、約40,000人を動員した。2014年には体験・体感型イベント“日本最大級の女子会”『日本女子博覧会』をプロデュース、3万1000人の来客動員を実現するなどしている[14]。2016年に株式会社anを設立し民間事業、行政自治体の企画、マーケティング、PRコンサルやメディアやイベントのプロデュース業務を行う傍、2018年より立教大学経営学部客員教授に就任。 
2019年よりナイトタイムエコノミー推進協議会理事を務め、観光庁、文化庁事業においてのアドバイザーやコーチングを担う。

## 評価等
日経ウーマン主催の2008年度「ウーマン・オブ・ザ・イヤー」で総合2位に入選。